# Napoleón (película de 1955)
Napoleón es una película coproducción de Francia e Italia dirigida por Sacha Guitry según su propio guion y estrenada en 1955.Tuvo como actores principales a Daniel Gélin, Raymond Pellegrin, Michèle Morgan, Maria Schell y el mismo Sacha Guitry. La película, cuya duración original de 182 minutos fue reducida en algunas versiones, se integra en una trilogía a modo de frescos históricos de Sacha Guitry con Si Versalles pudiese hablar (1953) y Si Paris nous etait conté (1955), todas producciones de muy alto coste y cierta intención de sorprender, con un espectacular despliegue de vestuario y utilería, con una puesta en escena casi  siempre enmarcada en los auténticos lugares históricos.

## Reparto
- Daniel Gélin - Joven Napoleón
- Raymond Pellegrin -  Napoleón ya mayor
- Sacha Guitry - Talleyrand
- Michèle Morgan - Josefina de Beauharnais
- Danielle Darrieux - Eléonore Denuelle
- Maria Schell - María Luisa de Austria
- Lana Marconi - Maria Walewska
- Dany Robin - Désirée Clary
- Michèle Cordoue - Julia Clary
- Patachou - Madame Sans-Gêne
- Micheline Presle - Hortensia de Beauharnais
- Gianna Maria Canale - Paulina Bonaparte
- Clément Duhour - Marshal Ney
- Henri Vidal - Joaquín Murat
- Serge Reggiani - Luciano Bonaparte
- Jean Marais - Montholon
- Lucien Baroux - Luis XVIII
- Pierre Brasseur - Paul Barras
- Jean Chevrier - Geraud Duroc
- Maurice Escande - Luis XV
- Noël Roquevert - Cambronne
- Jean Gabin - Lannes
- Yves Montand - Lefebvre
- Erich von Stroheim - Ludwig van Beethoven
- Orson Welles - Hudson Lowe
- Jacques Dumesnil - Jean-Baptiste Bernadotte
- Judith Magre

## Producción
Este filme, una de las grandes superproducciones de Francia, con un presupuesto de 1,8 millones de dólares de la época, fue realizada con ayuda del Estado francés, no solo económica, pues, por ejemplo, facilitó para la filmación objetos auténticos como la alfombra de la coronación como emperador, la cama de Josefina y diversas cartas del personaje. El futuro realizador Eugène Lourié ayudó al director en las secuencias de batallas —Waterloo, Austerlitz—, rodadas con espectaculares planos de masas en los lugares donde ocurrieron, Grandes actores del momento aparecen brevemente en el filme, como Erich Von Stroheim, personificando a Beethoven; Orson Welles como Sir Hudson Lowe, el carcelero de Napoleón en Santa Helena; Jean Gabin haciendo de Mariscal Lannes; Yves Montand, que aparece  en un campamento tras una batalla, como el Mariscal Lefèbvre.

## Comentarios
La película comienza en el salón de Talleyrand —interpretado por el propio director— cuando recibe la noticia de la muerte de Napoleón y por pedido de sus invitados hace una narración sobre su vida. El director ha manifestado que no era un historiador, sino un artista que trataba de hacer una obra dramática sobre la base de una biografía. En el filme hay una exaltación constante del personaje, obviando episodios que puedan oscurecer su fama y dando relevancia a sus éxitos. La narración avanza en episodios sin continuidad narrativa, con cierto aire de teatro, que son como grandes cuadros que van retratando su biografía; por otra parte, se extiende en su vida privada —sus esposas, sus amantes— más que en la pública. En la primera parte —el Napoleón joven interpretado por Gelin— se lo muestra como ambicioso pero deseoso del bien de Francia. Más adelante, a partir de su designación como Primer Cónsul, ya interpretado por Raymond, deja la faceta democrática y republicana y muestra un comportamiento autoritario.
Ignacis Juliach dice del filme:

«Como valor indiscutible del film y de Guitry está ese refinado sentido del humor cínico. Hay que estar atento a los diálogos y comentarios («el Zar puso la mano sobre Polonia bajo el eterno pretexto de defenderla»), pues van soltándose perlas que un espíritu cultivado sabrá apreciar en su justa medida. Si Guitry se salva es precisamente por ese sentido del humor que le permite, aun siendo un chovinista rematado, reírse de ciertas cosas y aun ejercer como crítico de las mismas, lo que habla de un espíritu en alguna medida clarividente, aunque le pierdan las rutilancias, los secretos de alcoba y el cuento de hadas transfigurado».